# Карел де Моор
Карел де Моор (нідерл. Carel de Moor; 25 лютого 1665, Лейден — 16 лютого 1738) — нідерландський художник, живописець та гравер, один з найвідоміших портретистів лейденської школи.

## Біографія

### Життя та творчість
Батько художника був торговцем творами мистецтва, який хотів, щоб син вивчав мови, і дозволив йому вивчати мистецтво, коли талант Карела до малювання проявився в молодому віці. Навчався живопису у таких майстрів нідерландського бароко, як Герард Доу, Франс ван Міріс Старший, Ґотфрід Схалкен і Абрахам ван ден Темпель.
У 1683 р. він став членом Гільдії Святого Луки, де пізніше займав багато адміністративних постів. У 1694 р., або незадовго до цього, разом з Віллемом ван Мірісом і Якобом Тооренвлітом він заснував художню школу (Leidse Tekenacademie), директором якої був до 1736 р., розділяючи цей пост з ван Мірісом. На початку своєї кар'єри де Моор писав не тільки портрети, а й жанрові і повчальні сцени. Губернатор Лейдена замовив йому різьблену прикрасу над каміном (згоріла при пожежі в 1929 р) для міського муніципалітету. Незважаючи на свої успіхи в жанровому живописі, він все більше віддавався портрету, який незабаром приніс йому славу. У роботах де Моора очевидний вплив його вчителів, зокрема Абрахама ван ден Темпеля і Ґотфріда Схалкена, але кращі портрети художника демонструють його власний стиль, як, наприклад, груповий портрет намісників Лейденського ткацького дому (1692; Лейден, Stedel. Mus. Lakenhal). 
Популярність де Моора вийшла за межі його рідної країни: він отримав золоту медаль від герцога Тоскани за портрет. Був присвячений в лицарі принцом Євгеном Савойським за інший портрет і з тих пір відомий як Лицар Де Моор(Knight De Moor).

## Сім'я
Син живописця, Карел Ісаак де Моор (1691—1751), також був художником-портретистом.

## Галерея

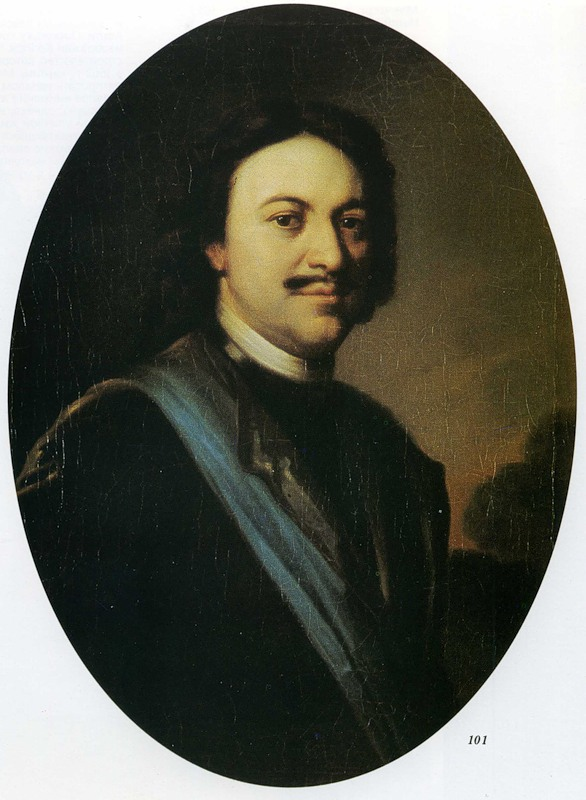
Портрет Петра I
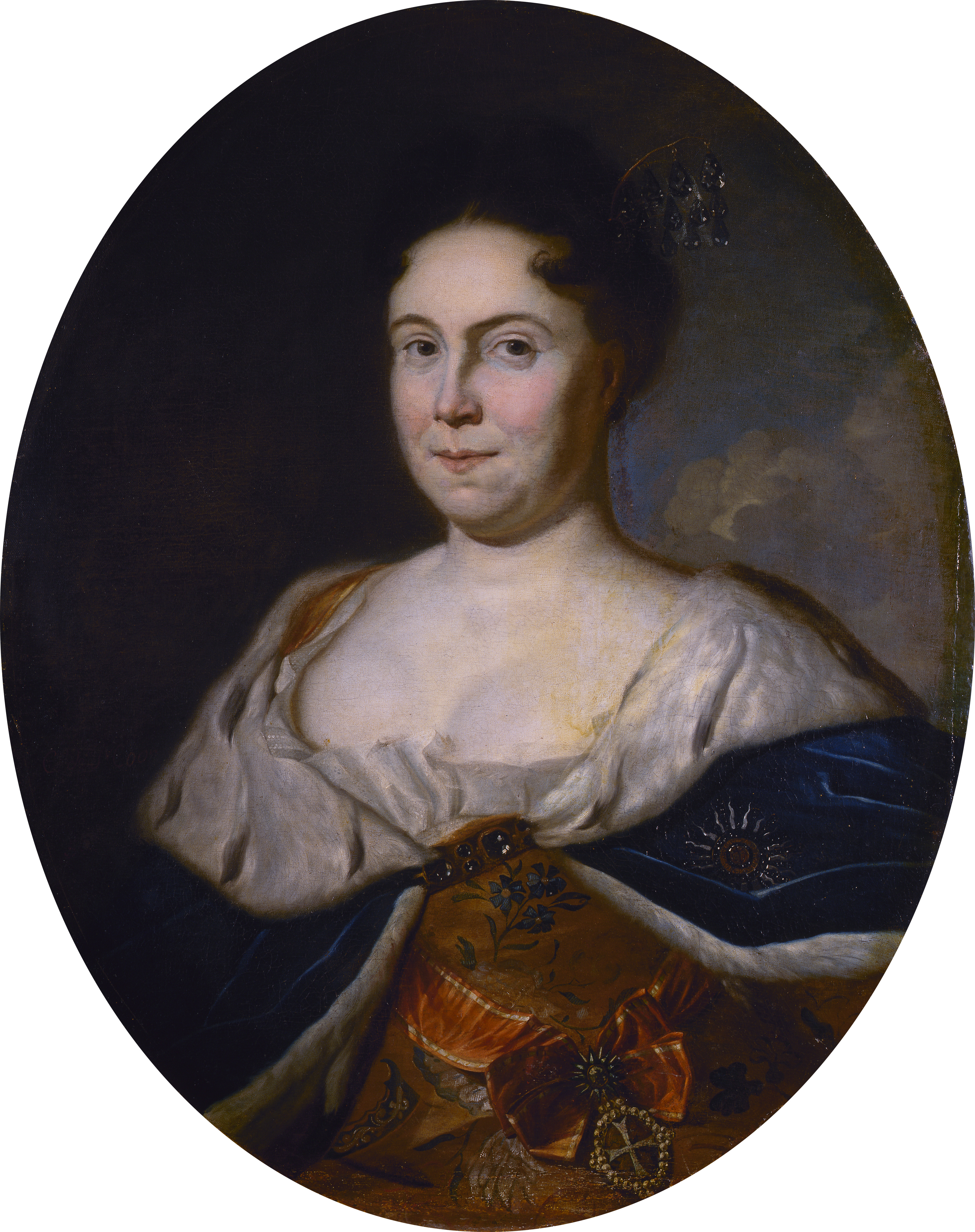
Портрет Катерини I
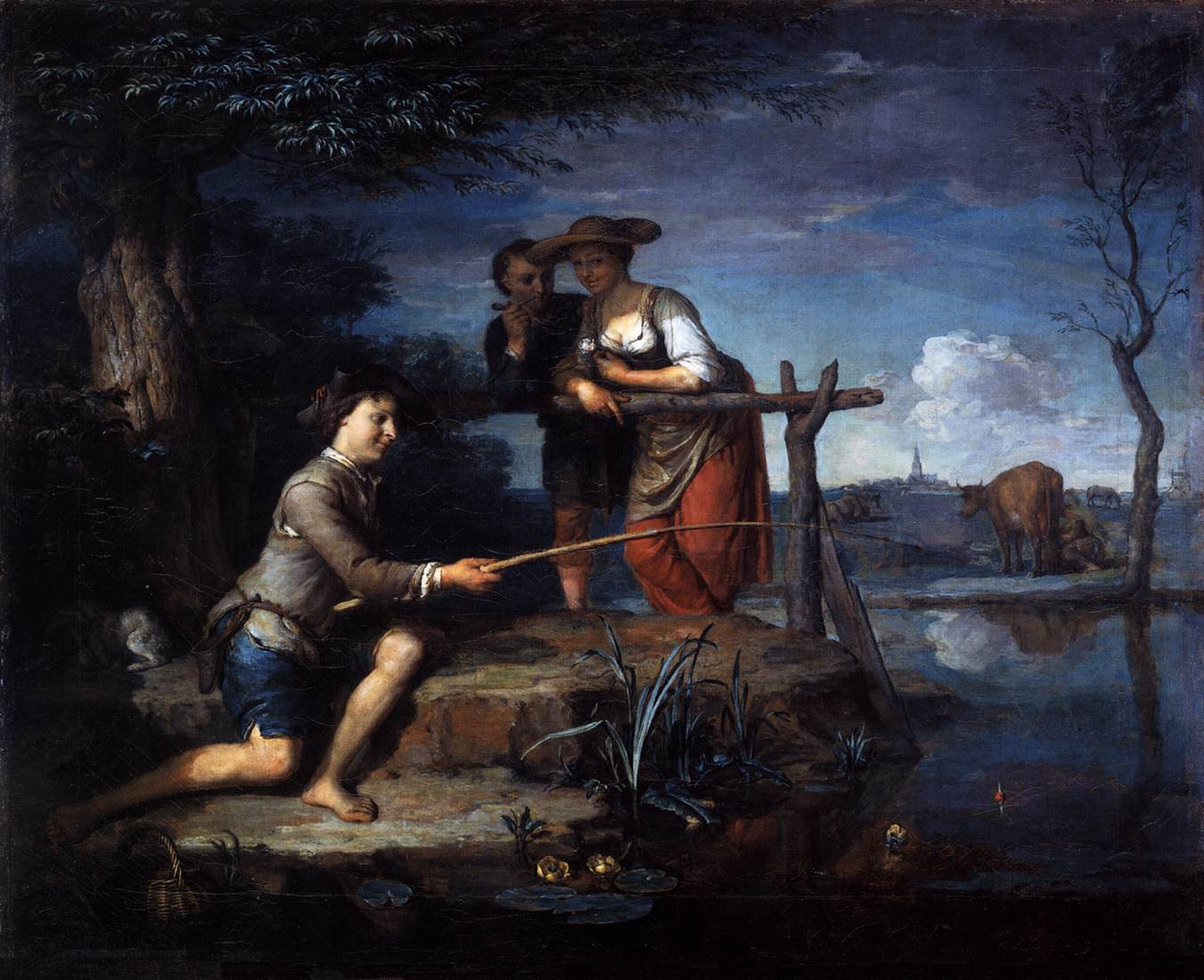
Риболов (ок.1700)
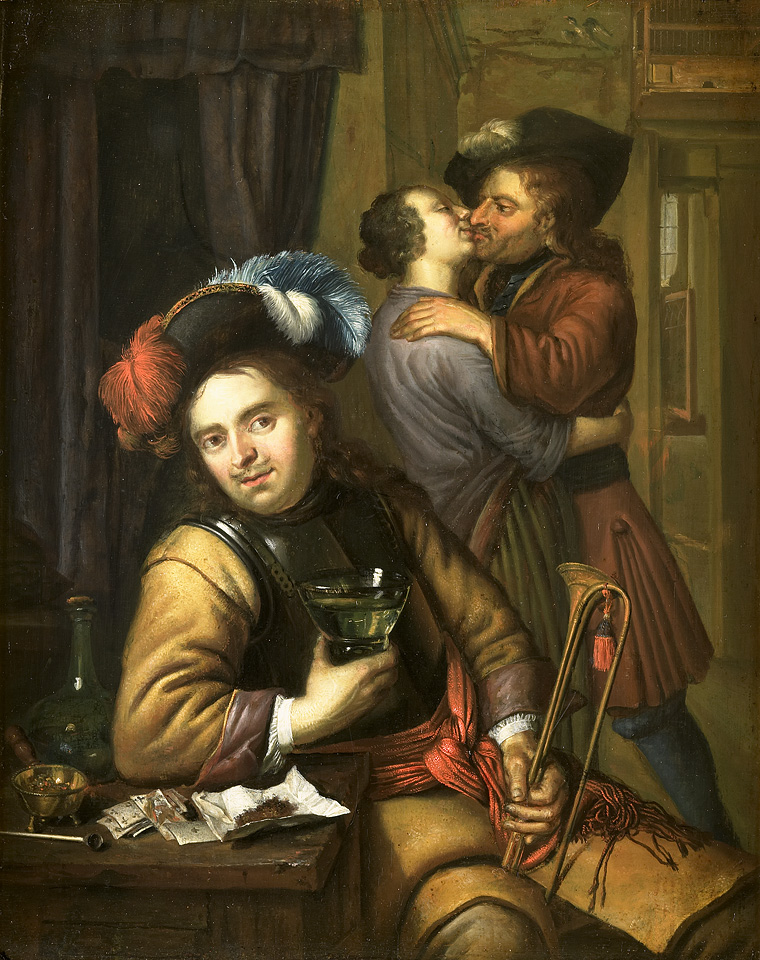
Сценка з солдатами
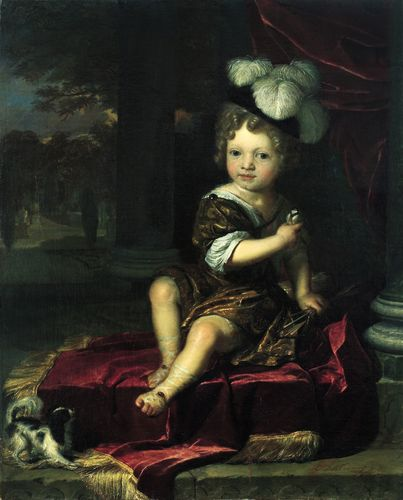
Портрет дівчатка з синицею (1690)
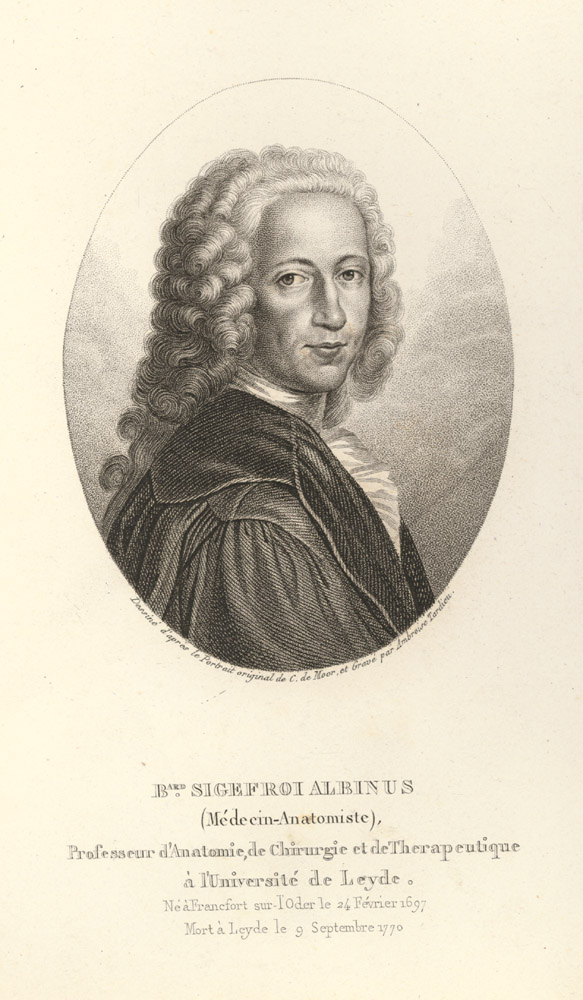
Портрет анатома Бернарда Зігфріда Альбінуса